# Paranerita fenestrata
Paranerita fenestrata là một loài bướm đêm thuộc phân họ Arctiinae, họ Erebidae.